# Остфлюхт
Остфлюхт (нем. Ostflucht — букв. «бегство с Востока») — демографический феномен во второй половине XIX — начале XX века, выражавшийся в интенсивной эмиграции жителей восточных территорий Германии (Восточная Пруссия, Западная Пруссия, Силезия и Позен (Познань)) в более индустриализированные западные немецкие области, в первую очередь в Рейн-Рур, а также в страны Нового Света, в первую очередь США. Несмотря на то, что поначалу большую часть эмигрантов составляли славяне, а именно  поляки — в основной своей массе чернорабочие угольных шахт и их семьи — постепенно из Восточной Германии начали выезжать, причём в ещё более значительных масштабах, и этнические немцы, а также евреи. Отток немецкого населения имел важные политические последствия для региона, так как позволил польской этнической составляющей сопротивляться германизации, несмотря на противодействие немецкой бюрократической машины.

## История
Процесс эмиграции начался после 1850 года, когда экономический разрыв между Рейнским бассейном и восточными окраинами начал увеличиваться. Параллельно начался и ландфлюхт, то есть процесс массового переселения крестьян в города. Учитывая более высокую степень урбанизации Прирейнской Германии, оба процесса совпали хронологически. По мере насыщения запада страны дешёвыми трудовыми ресурсами с востока началась эмиграция в Новый Свет с более широкими возможностями. Неопределённость и конфликтность восточной границы с всё расширяющейся Российской империей также влияла на усиление оттока, особенно учитывая давние традиции русофобии и, шире, славянофобии в немецких землях.
Первыми переселенцами в 1850-х годах стали так называемые чернорабочие рурские поляки, переселявшиеся из окрестностей Познани в Рурский бассейн. Данная эмиграция поощрялась немецкими властями, так как помогала одновременно ассимилировать поляков в немецком Руре с одной стороны, а с другой приводила к ослаблению польского элемента в Познанском приграничье. При этом часть мигрантов западного вектора рано или поздно направлялась в США, которые до 1893 года предоставляли свободную землю любым белым поселенцам за счёт сгона и/или уничтожения индейских племён.
Рурская область процветала, требуя рабочей силы в угольной промышленности и отраслях тяжёлой промышленности. Между 1850 и 1907 годами восточные области Германии (Померания, Западная Пруссия, Восточная Пруссия, Познань и Силезия) покинули 2 300 000 чел., а прибыли только 358 000, таким образом отрицательное сальдо миграции составило 1 942 000 чел. Берлин и Бранденбург в это время получили 1 200 000 иммигрантов, а Рурская область и окружающие регионы (Вестфалия и Курпфальц) получили 640 000 человек. Потеря рабочей силы вынуждала оставшихся на востоке польских и немецких землевладельцев восполнять нехватку за счёт привлечения более низкооплачиваемых польских и украинских эмигрантов из Российской Польши и соседних российских губерний. Часть подёнщиков оседала в местах заработков на полулегальной основе. Весь комплекс факторов породил проблему «ползучей славянской иммиграции», при которой славяне постепенно замещали немцев.
Особенно тревожная обстановка начала складываться в Силезии, где бытовые трения между поляками и немцами усилились. Уменьшение числа немцев и более высокая рождаемость сельских поляков-католиков вызывало крайнее беспокойство среди немецкой администрации и особенно среди немецких националистов. Для борьбы с Остфлюхтом были предложены специальные меры в рамках политики «Натиск на Восток»:
- ограничение или запрет на продажу земли славянам вообще;
- поощрение немецкой иммиграции на восток с помощью облегчения налогового бремени;
- создание «Комиссии урегулирования», финансируемой государством, которая покупала земли славян и передавала их немцам.
- введение правил архитектурного зонирования, требующих, чтобы славяне получали разрешение на строительство нового дома на приобретённой земле (смотри статью Джимала, Михал).

## Исследования
Многие немецкие учёные, например известный социолог Макс Вебер, получили известность в Германии благодаря изучению феномена Остфлюхта и методов борьбы с ним. Но это надо видеть в свете того, что Макс Вебер был немецким шовинистом и был убеждён в превосходстве немцев над поляками:
«Макс Вебер, вступивший в Пангерманскую лигу в качестве доказательства своей лояльности, однажды публично заметил: „Только мы, немцы, могли бы сделать из этих поляков людей“». (Davies, Norman: God’s playground. A history of Poland, том 2, Oxford 1981)